# Cerovnik
Cerovnik – wieś w Chorwacji, w żupanii karlowackiej, w gminie Josipdol. W 2011 roku liczyła 144 mieszkańców.